# Melkus
Melkus était une marque est-allemande d'automobiles de sport créée en 1956. Fondée par Heinz Melkus, le principal modèle était la Melkus RS 1000. Lors de la réunification allemande, l'usine fut rattachée à BMW.

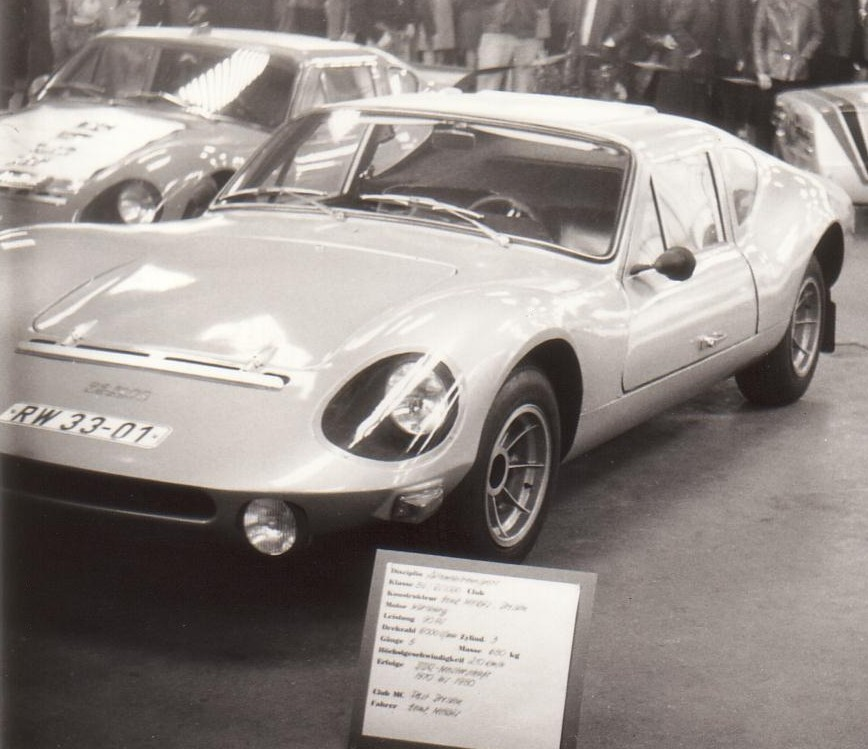
RS 1000